# Annette Crosbie
Annette Crosbie OBE (Gorebridge, 12 de fevereiro de 1934) é uma atriz escocesa.

## Honras
Ela ganhou duas vezes o prêmio BAFTA de Melhor Atriz em Televisão, por The Six Wives of Henry VIII (1970) e Edward the Seventh (1975). Annette também é conhecida por seu papel como Margaret Meldrew no sitcom One Foot in the Grave da BBC One.
Crosbie foi agraciada com o grau de Oficial da Ordem do Império Britânico (OBE) em 1998 por serviços prestados ao teatro.